# Autorité du Liptako-Gourma
L’Autorité du Liptako-Gourma (ALG), de son nom complet l’Autorité de développement intégré de la région du Liptako-Gourma ou Autorité de développement intégré des États du Liptako-Gourma, est une organisation internationale regroupant trois pays d'Afrique de l'Ouest, le Mali, le Burkina Faso et le Niger, instituée le 3 décembre 1970 à Ouagadougou.

## Fonctionnement
L’ALG a comme but de promouvoir et mettre en valeur des ressources minières, énergétiques, hydrauliques et agropastorales dans un cadre régional pour un développement harmonieux et intégré. Elle poursuit 4 objectifs spécifiques qui sont la sécurité alimentaire, le désenclavement de la zone, la protection de l’environnement et le développement social.

## Géographie
Sa zone d’intervention correspond aux régions frontalières des trois pays, d’une superficie de 370 000 km2, répartie sur 19 provinces au Burkina Faso, 4 régions administratives au Mali et deux départements et une communauté urbaine au Niger.
Elle représente 19,29 % de la superficie totale des 3 États membres, soit 57,44 % de la superficie du Burkina Faso, 20,64 % de celle du Mali et 9,70 % de celle du Niger. Elle regroupe 16,5 millions d’habitants en 2002, soit 45 % de la population totale des 3 pays réunis. 
Cette zone appartient au Sahel. L’activité économique dominante est l’agriculture et l’élevage mais cette zone recèle d'importantes potentialités dans les domaines de l'énergie, de l'hydraulique et des mines. Cependant, elle souffre d'un enclavement important.

## Développement
Lors de la 6e conférence des chefs d’État réunie à Gao (Mali) les 25 et 26 avril 2005 un programme de développement de l’élevage a été lancé avec notamment la création d’un laboratoire vétérinaire régional dont la première pierre a été posée. Les chefs d’États des trois pays (Amadou Toumani Touré du Mali, Blaise Compaoré du Burkina Faso et Mamadou Tandja du Niger) ont exprimé leur souhait de transformer l’ALG en un espace économique intégré couvrant les 3 pays.
Blaise Compaoré, président burkinabé a été reconduit comme président de l’Autorité du Liptako-Gourma.

## Sécurité
En février 2015, un projet d'Appui à la Coopération Transfrontalière au Sahel (ACTS) est lancé par les trois États soutenus financièrement par la France. Il consiste à garantir la sécurité dans la région et à promouvoir son développement. Sa zone d'intervention initiale se situe autour des villes de Dori, Gao et Tillabéry. Un Fonds d’appui aux initiatives de coopération transfrontalière a été institué pour soutenir le projet à partir de 2016, et un élargissement de ses fonctions et de sa zone d'engagement a été envisagé en partenariat avec le G5 Sahel.
Le 24 janvier 2017, les trois États sont convenus de former une force opérationnelle conjointe pour lutter contre l'insécurité et le terrorisme dans la région, dont le siège est à Niamey, avec une direction tournante pour représenter les trois nations. La force d'intervention a été créée en tant qu'unité subordonnée à la force multinationale des pays du G5 Sahel, qui comprend la Mauritanie et le Tchad ainsi que les trois pays de l'Autorité du Liptako-Gourma. Cette décision s'inspire de la création d'une force multinationale en 2015 par le Tchad, le Cameroun, le Niger et le Nigeria pour s'opposer à l'insurrection de Boko Haram dans le bassin du Tchad.